# Léggömbvirág
A léggömbvirág (Platycodon grandiflorus) a harangvirágfélék családjába tartozó, Kelet-Ázsiában honos növényfaj. Körülbelül hatvan centiméter magasra nő meg, levelei kékeszöldek, bimbói léggömbre emlékeztető alakúak, virágai kékeslila színűek, 5-8 centiméter átmérőjűek. Nyáron virágzik. A hagyományos kínai gyógyászatban is hasznosítják, Koreában pedig a gyökerét fogyasztják salátákban és édességet is készítenek belőle.

## Galéria

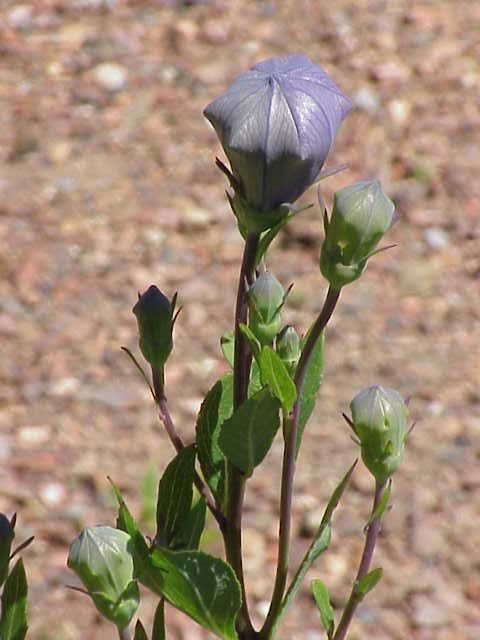
léggömbvirág bimbói
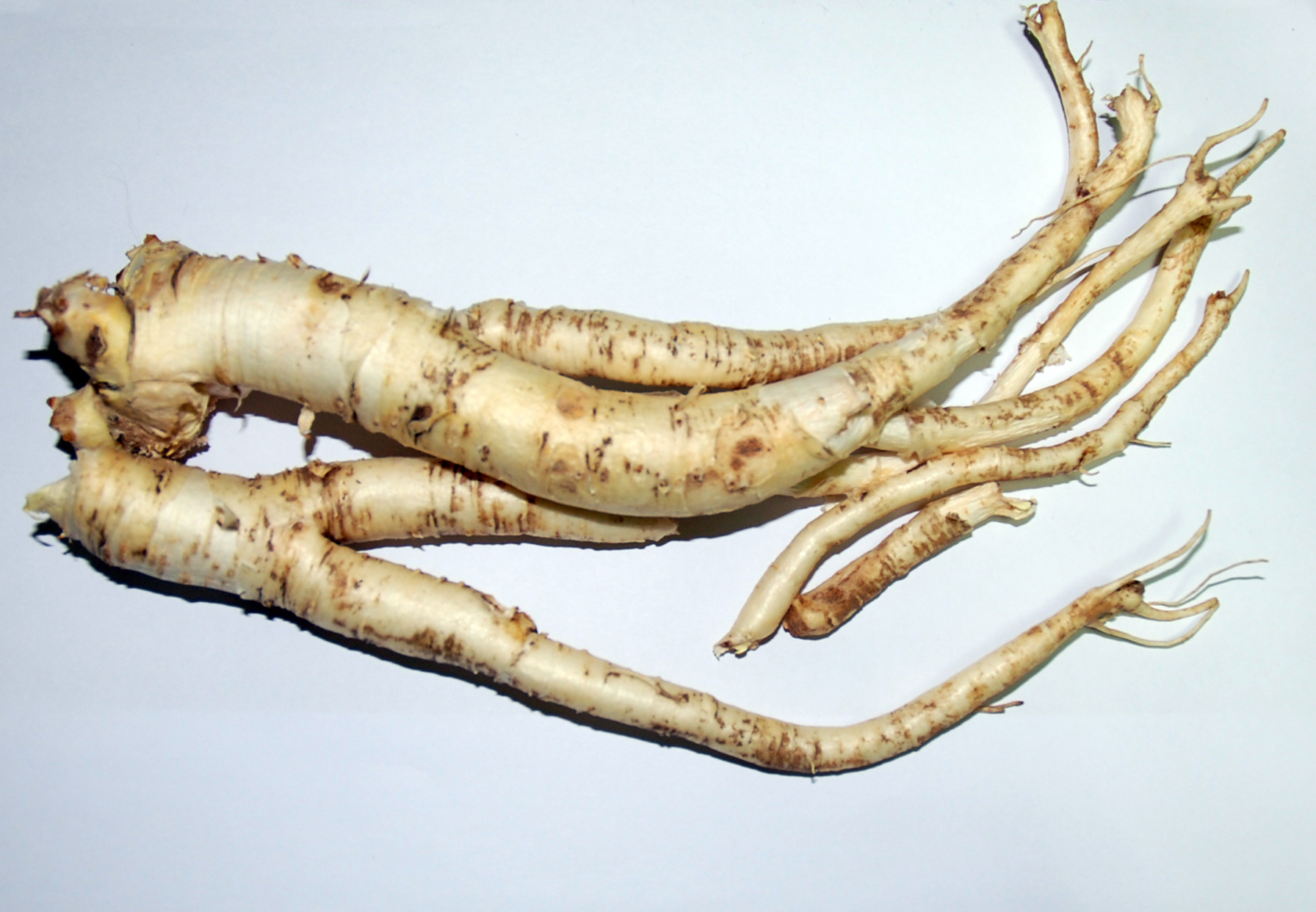
léggömvirág gyökere
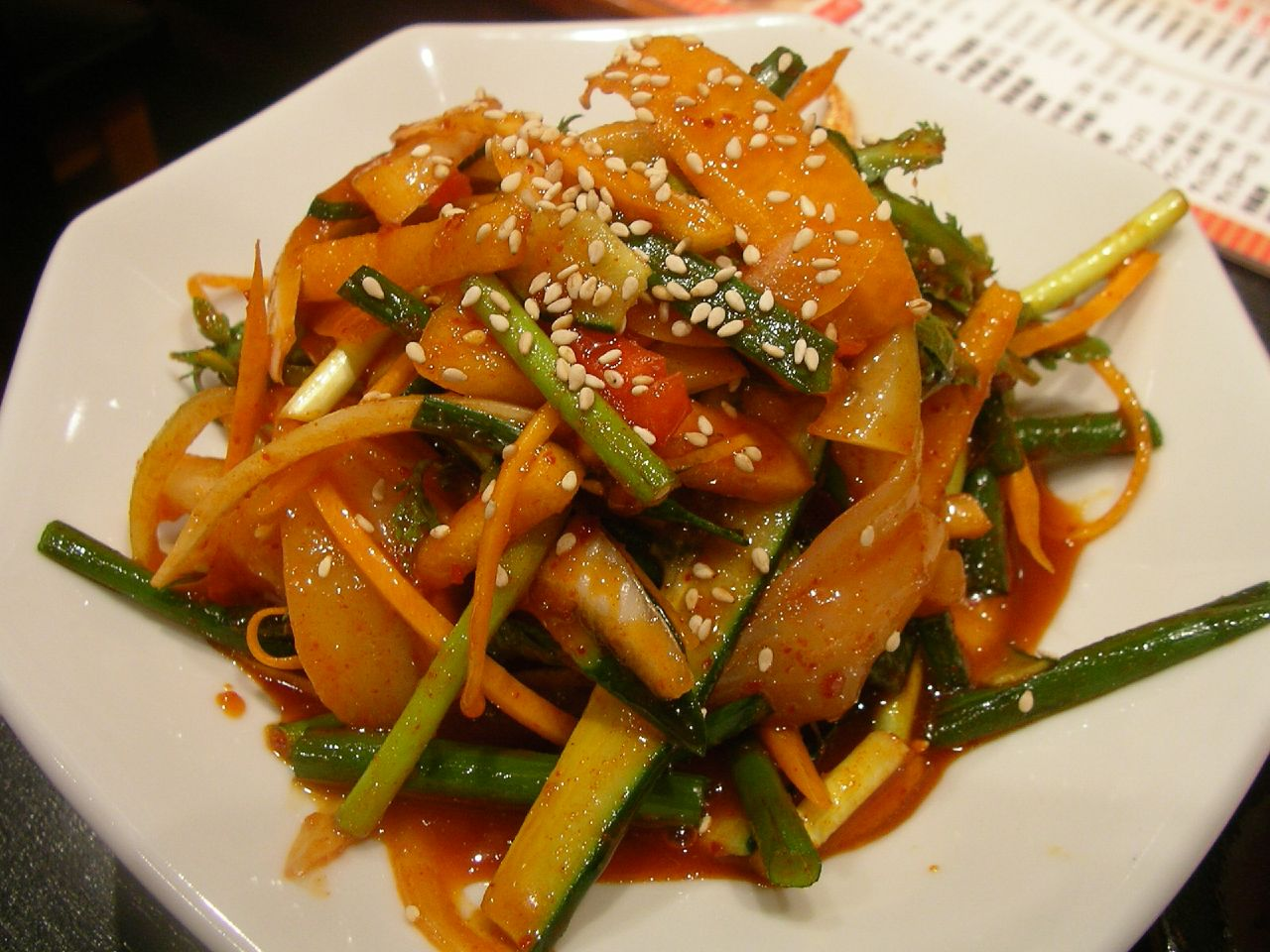
toradzsi mucshim (doraji muchim), saláta léggömbvirág gyökeréből